# 日向號護衛艦
日向號護衛艦（日语：ひゅうが，羅馬字/英文：JS Hyūga, DDH-181）是日本海上自衛隊旗下一艘直升機護衛艦（在實際上與直升機航空母艦或兩棲攻擊艦構造類似），是日向級護衛艦的首號艦。日向號的艦名繼承於日本帝國海軍的伊勢級戰列艦二號艦——日向，而其名稱又源自於令制國制度時代的日向國（範圍約與今日的宮崎縣相當）。根據其預算編列年度，日向號在建造時的也曾使用過16DDH（其中「16」意指平成16年）的臨時代號。

## 艦艇歷史
日向艦號是根據日本防衛省2001年發表的《中期防衛力整備計画（平成13年度 — 平成16年度）》預定生產的13,500噸位級別、搭載直升機的護衛艦第2319號艦，由IHI海洋聯合（アイ・エイチ・アイ マリンユナイテッド）橫濱工廠負責建造。2006年5月11日始動工，2007年8月23日下水，2009年3月18日服役，編配至第1護衛隊群第1護衛隊。
此艦搭載日本自行製造的火控系統——FCS-3（射撃指揮装置3型），是自ASE-6102飛鳥號試驗艦（Asuka）搭載試驗後，首架搭載此款火控系統並實際操作、使用的艦艇。
日向號現編屬海上自衛隊的護衛艦隊中第1護衛隊群第1護衛隊，常駐港為海上自衛隊的橫須賀基地（與駐日美軍駐紮之橫須賀海軍設施是不同的基地）。

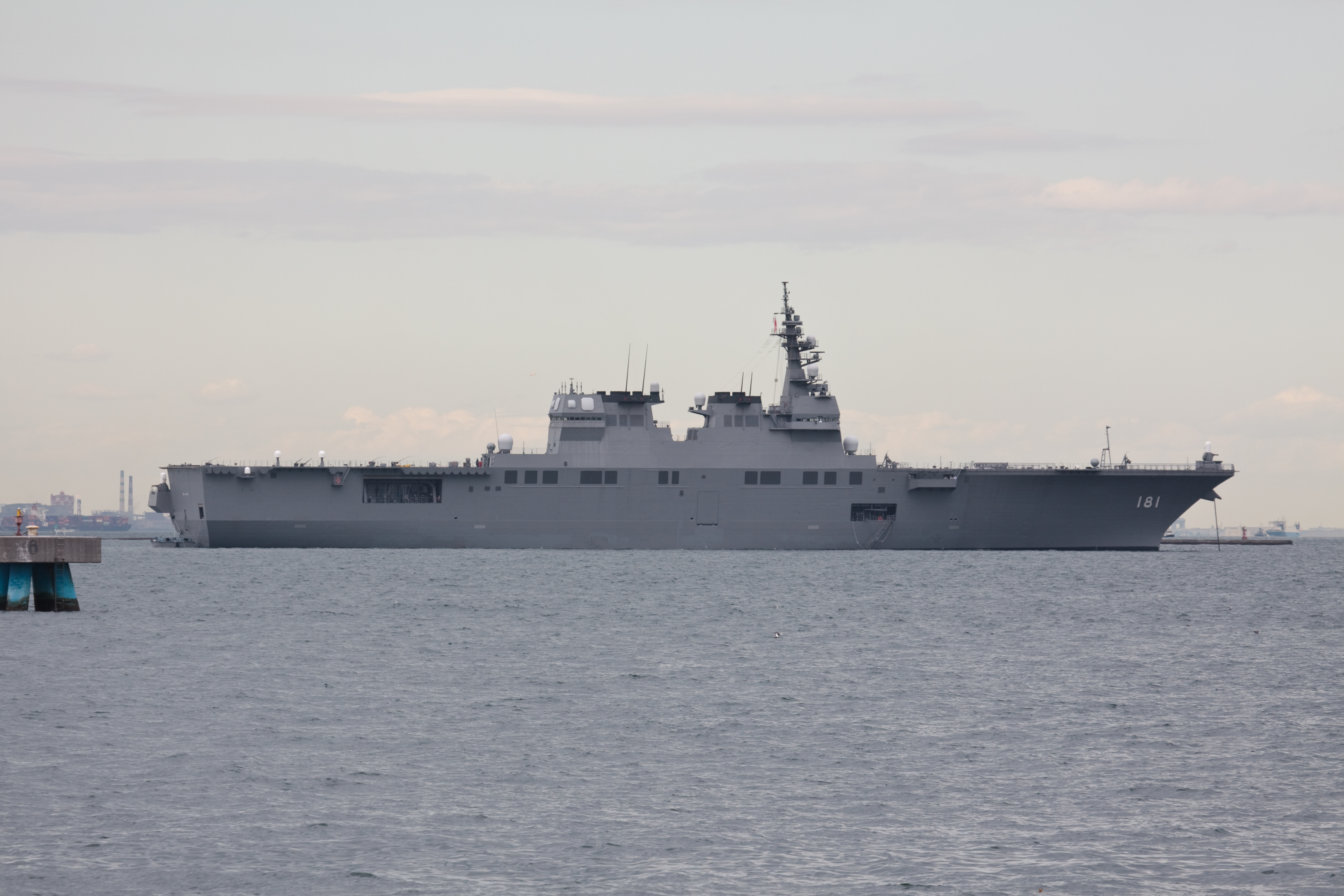
右舷側

### 歴代艦長
| 任       | 姓名     | 在任期間                      | 出身軍校、期別   | 前職             | 後職                   | 註備     |
| 艤裝員長 | 艤裝員長 | 艤裝員長                      | 艤裝員長         | 艤裝員長         | 艤裝員長               | 艤裝員長 |
| -------- | -------- | ----------------------------- | ---------------- | ---------------- | ---------------------- | -------- |
|          | 山田勝規 | 2007年8月23日 - 2009年3月18日 | 防衛大學25期畢業 |                  |                        |          |
| 艦長     |          |                               |                  |                  |                        |          |
| 1        | 山田勝規 | 2009年3月18日 - 2011年4月11日 | 防衛大學25期畢業 |                  | 第1輸送隊司令          |          |
| 2        | 田邉明彦 | 2011年4月11日 - 2011年8月29日 | 防衛大學26期畢業 | 大隅號運輸艦艦長 | 海上訓練指導隊群司令部 |          |
| 3        | 岡田岳司 | 2011年8月30日 -               |                  | 國東號運輸艦艦長 |                        |          |

## 外部連結
- 海上自衛隊 （页面存档备份，存于） - ギャラリー：護衛艦ひゅうが （页面存档备份，存于）
- 第1護衛隊群 - 第1護衛隊：護衛艦ひゅうが